# Séisme de 1948 à Fukui
Séisme de 1948 de Fukui (japonais : 福井地震) est un tremblement de terre majeur qui s'est produit dans la préfecture de Fukui au Japon, le 28 juin 1948. La magnitude était de 7,1,. Ce tremblement de terre a causé d'énormes dégâts principalement dans la préfecture de Fukui. Le séisme a tué 3769 personnes,,.